# Provincia Lamphun
Lamphun (în thailandeză ลำพูน) este o provincie (changwat) din Thailanda. Situată în regiunea de Nord, provincia Lamphun are în componența sa 8 districte (amphoe), 51 de sub-districte (tambon) și 551 de sate (muban). 
Cu o populație de 405.803 de locuitori și o suprafață totală de 4.505,9 km2, Lamphun este a 62-a provincie din Thailanda ca mărime după numărul populației și a 49-a după mărimea suprafeței.